# Editio princeps
Editio princeps (лат. «первое издание», мн. ч. editiones principes) — в классической филологии первое печатное издание книги, раньше имевшей хождение только в рукописях. Editiones principes большинства латинских и древнегреческих памятников были осуществлены во второй половине XV—XVI вв. Термин применяется в основном к памятникам латинской и древнегреческой словесности, но может характеризовать и первые печатные издания книг на других языках, до этого существовавших только в рукописях. Не следует путать editio princeps с просто первым изданием (или с изданием авторизованным, прижизненным): понятие имеет отношение только к текстам, ходившим до этого в рукописной традиции.
Например, editio princeps Вергилия сделано Джованни Андреа Бусси в 1469 году, Гомера — Деметрием Халкондилом в 1488 году. Краткая латинская грамматика Доната была напечатана Гутенбергом даже раньше его знаменитой Библии. Начиная с 1469 каждый год появляются editiones principes нескольких латинских классиков; только потом начинают печататься греческие книги: первыми вышли «Война мышей и лягушек» и басни Эзопа, затем источники Вергилия (сначала Феокрит и Гесиод, только потом Гомер). Многие книги печатались в латинском переводе раньше, чем в оригинале. Хотя такие издания не стоит называть editiones principes в точном смысле слова, они играли их роль в смысле первого открытия памятника для растущей аудитории печатной книги. Эту роль латинские переводы часто выполняли в последующие века (например, Oupnek’hat Анкетиля-Дюперрона).
Само выражение editio princeps, появившись в речи латинистов XVI—XVII веков, могло значить как «первое по времени издание» (так его употребляет, например, Иоганн Филипп Парей в своем издании Плавта), но могло употребляться и в смысле «раннее и хорошее, авторитетное издание» (почти editio optima, в отличие от простого editio prima; например, у Яна Бернартса в его издании Стация или у Петра Скриверия). Однако второй смысл не прижился, потому что реально первые издания обладали низким текстологическим качеством (использование только одной и вовсе не обязательно хорошей рукописи, непонимание текста или внесение собственных конъектур без всяких пометок). Во многих случаях рукопись портили (типографской краской, например). Известны случаи потери единственной известной рукописи после editio princeps (рукопись «Мифов» Гигина после издания Якоба Мицилла или рукопись «Слова о полку Игореве»). В таких случаях editio princeps в текстологическом отношении заменяет рукопись.

## Латинские памятники
| Год       | Автор, произведение | Печатник                                                                                           | Место             | Примечание |
| --------- | --- | -------------------------------------------------------------------------------------------------- | ----------------- | --- |
| ок. 1450  | Элий Донат, «Малая грамматика» (Ars minor)                                                                                            | Иоганн Гутенберг                                                                                   | Майнц             | В течение XV в. издавалась ок. 360 раз. |
| ок. 1455  | Латинская Библия | Иоганн Гутенберг                                                                                   | Майнц             | Два издания, 42- и 36-строчное, см. Библия Гутенберга. |
| 1463      | Мартин Брагский, «Правила святой жизни» (Formula vitae honestae)                                                                      | Петер Шёффер и Иоганн Фуст                                                                         | Майнц             | |
| 1465      | Цицерон, «Об обязанностях» (De Officiis) и «Парадоксы стоиков» (Paradoxa stoicorum)                                                   | Иоганн Фуст                                                                                        | Майнц             | Возможно, Ульрих Целль напечатал De Officiis (но не Paradoxa) в Кёльне, но на кёльнском издании не указана дата. |
| 1465      | Цицерон, «Об ораторе» (De Oratore) | Паннарц и Свейнхейм                                                                                | Субьяко           | Без даты, но видимо ранее сентября 1465 г. |
| 1465      | Лактанций, «О промысле Божьем» (De opificio Dei), «Божественные установления» (Divinae Institutiones) и «О гневе Божьем» (De ira Dei) | Паннарц и Свейнхейм                                                                                | Субьяко           | |
| ок. 1465  | Августин, «О христианском учении» (De doctrina christiana)                                                                            | Иоганн Ментелин                                                                                    | Страсбург         | Вероятно, первое издание Августина. Включает только последнюю из четырех книг трактата. |
| 1465—1470 | Августин, «Исповедь» (Confessiones)                                                                                                   | Иоганн Ментелин                                                                                    | Страсбург         | Второе издание вышло в Милане в 1475 г., затем в 1482 и 1483 гг. Еще две инкунабулы выходили в Страсбурге в 1489 и 1491 гг.; отдельно книга была перепечатана только в 1531 г. |
| 1466      | Рабан Мавр, «О природе вещей» (De rerum naturis)                                                                                      | Адольф Руш                                                                                         | Страсбург         | |
| 1466—1467 | Иероним, письма (Epistulae) | Сикст Риссингер                                                                                    | Рим               | Издал Теодоро де Лелли, видимо, ок. 1467 но римское издание Паннарца и Свейнхейма, подготовленное Джованни Андреа Бусси может быть первым. Возможно, это первая книга, напечатанная в Риме. |
| 1467      | Августин, «О граде Божьем» (De Civitate Dei)                                                                                          | Паннарц и Свейнхейм                                                                                | Субьяко           | В следующем году Иоганн Ментелин напечатал в Страсбурге другое издание, с комментариями Фомы Валуа и Николя Триве. В последующие два столетия «О граде Божьем» печаталось чаще других книг Августина (17 изданий в XV в. и 8 в XVI-ом) |
| 1467      | Цицерон, письма к родным и друзьям (Ad familiares)                                                                                    | Паннарц и Свейнхейм                                                                                | Рим               | Перепечатано ими же в 1469 г.; Иоганн фон Шпейер сделал новое издание в 1469 г. в Венеции. |
| 1467—1469 | Ювенал | Ульрих Хан (Udalricus Gallus)                                                                      | Рим               | |
| ок. 1468  | Григорий Великий, комментарий на книгу Иова (Moralia in Job)                                                                          | Бертольд Руппель                                                                                   | Базель            | Без даты, но не позже 1468 г. |
| 1468      | Фест, «Бревиарий» | Сикст Риссингер                                                                                    | Рим               | |
| 1468      | Пс.-Лактанций, «О птице Феникс» (De Ave Phoenice)                                                                                     | Паннарц и Свейнхейм                                                                                | Рим               | Содержит перепечатку изданных ранее произведений Лактанция, а также «Песнь о Пасхе» (Carmen de Pascha) Венанция Фортуната и выдержки из «Метаморфоз» Овидия. |
| 1468      | Иероним, «О замечательных мужах» (De viris illustribus)                                                                               | Паннарц и Свейнхейм                                                                                | Рим               | Издано Дж. А. Бусси вместе с письмами Иеронима. |
| 1469      | Цицерон, «Брут» (Brutus) и «Оратор» (Orator)                                                                                          | Паннарц и Свейнхейм                                                                                | Рим               | Напечатано вместе с «Об ораторе». |
| 1469      | Апулей | Паннарц и Свейнхейм                                                                                | Рим               | Издано Дж. А. Бусси Вместе с Апулеем в книгу входил «Асклепий» и латинский перевод Алкиноя. |
| 1469      | «Асклепий» | Паннарц и Свейнхейм                                                                                | Рим               | Издано Дж. А. Бусси Вместе с Апулеем в книгу входил «Асклепий» и латинский перевод Алкиноя. |
| 1469      | Тит Ливий | Паннарц и Свейнхейм                                                                                | Рим               | Издано Дж. А. Бусси, включает книги I—X, XXI—XXXII, XXXIV—XXXIX и часть книги XL. В майнцском издании 1518 г. напечатаны остаток книги XL и часть книги ΧΧΧΙΙΙ; в базельском 1531 г. книги XLI-XLV изданные Симоном Гринеем, открывшим единственную сохранившуюся рукопись пятой декады в 1527 г. в Лоршском аббатстве. В 1616 г. в Риме напечатана оставшаяся часть книги XXXIII. |
| 1469      | Периохи Ливия | Паннарц и Свейнхейм                                                                                | Рим               | Издано Дж. А. Бусси, включает книги I—X, XXI—XXXII, XXXIV—XXXIX и часть книги XL. В майнцском издании 1518 г. напечатаны остаток книги XL и часть книги ΧΧΧΙΙΙ; в базельском 1531 г. книги XLI-XLV изданные Симоном Гринеем, открывшим единственную сохранившуюся рукопись пятой декады в 1527 г. в Лоршском аббатстве. В 1616 г. в Риме напечатана оставшаяся часть книги XXXIII. |
| 1469      | Лукан | Паннарц и Свейнхейм                                                                                | Рим               | Издал Дж. А. Бусси |
| 1469      | Вергилий | Паннарц и Свейнхейм                                                                                | Рим               | Издал Дж. А. Бусси. Вместе с тремя главными произведениями Вергилия Бусси включил в книгу Appendix Vergiliana, «Жизнь Вергилия» Доната, а также приписывавшиеся Вергилию «Приапеи». |
| 1469      | Appendix Vergiliana | Паннарц и Свейнхейм                                                                                | Рим               | Издал Дж. А. Бусси. Вместе с тремя главными произведениями Вергилия Бусси включил в книгу Appendix Vergiliana, «Жизнь Вергилия» Доната, а также приписывавшиеся Вергилию «Приапеи». |
| 1469      | Элий Донат, «Жизнь Вергилия» (Vita Vergilii)                                                                                          | Паннарц и Свейнхейм                                                                                | Рим               | Издал Дж. А. Бусси. Вместе с тремя главными произведениями Вергилия Бусси включил в книгу Appendix Vergiliana, «Жизнь Вергилия» Доната, а также приписывавшиеся Вергилию «Приапеи». |
| 1469      | «Приапеи» | Паннарц и Свейнхейм                                                                                | Рим               | Издал Дж. А. Бусси. Вместе с тремя главными произведениями Вергилия Бусси включил в книгу Appendix Vergiliana, «Жизнь Вергилия» Доната, а также приписывавшиеся Вергилию «Приапеи». |
| 1469      | Цезарь | Паннарц и Свейнхейм                                                                                | Рим               | Издал Дж. А. Бусси. |
| 1469      | Плиний Старший | Иоганн фон Шпейер                                                                                  | Венеция           | |
| 1469      | Цицерон, «Тускуланские беседы» (Tusculanae Disputationes)                                                                             | Ульрих Хан (Udalricus Gallus)                                                                      | Рим               | |
| 1469      | Авл Геллий | Паннарц и Свейнхейм                                                                                | Рим               | Издано Дж. А. Бусси |
| 1469-1470 | Теренций | Иоганн Ментелин                                                                                    | Страсбург         | Возможно, венецианское издание Венделина фон Шпейера вышло раньше. |
| 1469—1470 | Персий | Ульрих Хан (Udalricus Gallus)                                                                      | Рим               | |
| ок. 1470  | Исидор, сентенции (Sententiae) | Иоганн Зензеншмид                                                                                  | Нюрнберг          | Без даты, но не позже апреля 1470 г. |
| ок. 1470  | Исидор, «О католической вере против иудеев» (De Fide Catholica contra Iudaeos)                                                        | Георгий Херольт (Georgius Herolt)                                                                  | Рим               | |
| ок. 1470  | Амвросий Медиоланский, «Об обязанностях священнослужителей» (De Officiis Ministrorum)                                                 | Ульрих Целль                                                                                       | Кёльн             | |
| 1470      | Присциан | Венделин фон Шпейер                                                                                | Венеция           | Издано Бенедетто Бруньоли. |
| ок. 1470  | Стаций, «Фиваида» и «Ахиллеида» | | Рим               | |
| 1470      | Августин, проповеди (Sermones) | | Кёльн             | В издание входит 50 проповедей. Полное издание Августина сделано мавристами в 1683 г.: 394 проповеди, из которых 364 считались августиновскими; дальнейшие разыскания прибавили к ним еще 175. Жермен Морен в 1917 г. добавил еще 34 из Codex Guelferbytani; Андре Вильмар в 1921—1930 гг. еще 15 из Codex Wilmart; Сириль Ламбо нашел 24 новые проповеди, семь из них во фрагментах, в Codex Lambot. Последнее большое открытие было в 1990 г., когда Франсуа Дольбо нашел в Майнце рукопись с 26 проповедями. |
| ок. 1470  | Цицерон, «Филиппики» (Philippicae) | Ульрих Хан (Udalricus Gallus)                                                                      | Рим               | Издано Джованни Антонио Кампано. |
| ок. 1470  | Цицерон, «О границах добра и зла» (De finibus bonorum et malorum)                                                                     | | Кёльн             | |
| ок. 1470  | Григорий Великий, пастырское правило (Regula Pastoralis)                                                                              | | Кёльн             | |
| ок. 1470  | Цицерон, «О законах» (De Legibus) | | Венеция           | |
| 1470      | Саллюстий, «Заговор Катилины» (Bellum Catilinae) и «Югуртинская война» (Bellum Iugurthinum)                                           | Венделин фон Шпейер                                                                                | Венеция           | В том же году Саллюстий был издан также в Париже. |
| 1470      | Корнелий Непот, биография Аттика (Vita Attici)                                                                                        | Николя Жансон                                                                                      | Венеция           | Написанная Непотом биография издана вместе с письмами Цицерона к его брату Квинту (Epistulae ad Quintum Fratrem), к Аттику (Ad Atticum) и к Бруту (Ad Brutum). |
| 1470      | Светоний, «Биографии цезарей» (De Vita Caesarum)                                                                                      | Джованни Филиппо de Lignamine                                                                      | Рим               | Издано Джованни Антонио Кампано. |
| 1470      | Квинтилиан | Джованни Филиппо de Lignamine                                                                      | Рим               | Издано Джованни Антонио Кампано. В том же году также в Риме напечатан Паннарцем и Свейнхеймом (издание готовил Дж. А. Бусси), но нет сомнений, что издание Кампано первое по качеству. |
| 1470      | Цицерон, «О нахождении <материала для речи>» (De Inventione)                                                                          | Николя Жансон                                                                                      | Венеция           | |
| ок. 1470  | Сервий, комментарии к Вергилию | Ульрих Хан (Udalricus Gallus)                                                                      | Рим               | Сервий издавался 125 раз между 1470 и 1599 гг. |
| 1470      | «Риторика для Геренния» | Николя Жансон                                                                                      | Венеция           | |
| 1470      | Юстин, эпитома Помпея Трога | Николя Жансон                                                                                      | Венеция           | |
| 1470      | Цицерон, письма к Бруту, к брату Квинту, к Аттику (Epistulae ad Brutum, ad Quintum fratrem, ad Atticum)                               | Николя Жансон                                                                                      | Венеция           | Весьма вероятно, что это издание вышло позже книги того же года, напечатанной в Риме Паннарцем и Свейнхеймом (текст готовил Дж. А. Бусси).Оба могут рассматриваться как editiones principes. |
| ок. 1470  | Тацит, «История» (Historiae), «Анналы» (Annales), «Германия» (Germania), «Диалог об ораторах» (Dialogus de oratoribus)                | Венделин фон Шпейер                                                                                | Венеция           | В издание входят только XI—XVI книги «Анналов». Книги I—VI были найдены в 1508 г. в Корвейском аббатстве и привезены в Рим и напечатаны Этьеном Гийери в 1515 г. вместе с прочими книгами «Анналов» (издание готовил Филиппо Бероальдо Младший). |
| ок. 1470  | Гораций | | Италия            | |
| ок. 1470  | Лев Великий, проповеди (Sermones) и послания (Epistulae)                                                                              | Джованни Филиппо de Lignamine                                                                      | Рим               | Без даты. В том же году в Риме Паннарцем и Свейнхеймом было напечатано другое издание, так что статус editio princeps неясен. Кажется, что оба издания готовил Дж. А. Бусси. Оба издания содержат 92 из 96 сохранившихся проповедей и только 5 из 173 писем. |
| ок. 1470  | «Латинская Илиада» | | Утрехт            | Голландское издание включает 500 из 1070 существующих строк. Первое полное издание было сделано Филиппо ди Пьетро в Венеции ок. 1476 г. |
| ок. 1470  | Пс.-Аврелий Виктор, «О знаменитых людях» (De Viris Illustribus)                                                                       | Сикст Риссингер                                                                                    | Неаполь           | Без даты и без города; возможно, напечатана в Риме. В издании пропущено 8 биографий (Цезаря, Октавиана, Катона Мл., Цицерона, Брута, Секста Помпея, Антония, Клеопатры), которые впервые были напечатаны Андреасом Скоттом в 1577 г. |
| 1470—1471 | Курций Руф | Венделин фон Шпейер                                                                                | Венеция           | |
| 1470-1471 | Фест | Георг Лауэр                                                                                        | Рим               | Не оригинал словаря De verborum significatu, но раннесредневековая эпитома Павла Диакона. Издал Помпоний Лет, год не обозначен, что делает первенство спорным, но по особенностям печати книга датируется 1472 г. Тогда миланское издание Панфило Кастальди августа 1471 г. старше; оно примечательно также тем, что это первая книга, напечатанная в Милане.Впервые дошедший текст Феста напечатан вместе с Нонием Марцеллом и Варроном в Милане в 1500 г., Габриэле Конаго (Gabriel Conagus); издание готовил Джованни Батиста Пио. Оно много раз перепечатывалось: в Милане в 1505 г., в Париже в 1509 и у Альдов в Венеции в 1513.` |
| 1470—1471 | Исидор, «Синонимы» (Synonyma) | Иоганн Зензеншмид                                                                                  | Нюрнберг          | Издавались 21 раз между 1470 и 1566 гг. |
| 1470—1475 | «Диктис Критский» | Ульрих Целль                                                                                       | Кёльн             | Древний латинский перевод Луция Септимия с утраченного греческого оригинала. |
| 1470-1475 | Ноний Марцелл | Георг Лауэр                                                                                        | Рим               | Издал Помпоний Лет. Без даты, о годе много споров: часто предполагается дата ок. 1470, но особенности печати не встречаются раньше 1474. Отсутствуют части III книги De compendiosa doctrina; этот пропуск потом повторен в следующем Ватиканском издании, которое напечатал Николя Жансон в 1476 г. Эти части впервые были напечатаны в 1511 г. в Пезаро; издание готовил Джованни Батиста Пио. |
| 1471—1472 | Элий Донат, грамматика (Ars Maior) | Христофор Вальдарфер или Пауль Буцбах (Paulus Butzbach) и Джорджо де Аугуста (Georgius de Augusta) | Венеция илиВерона | III книга (De barbarismo) была до этого, в 1471 г., напечатана отдельно неизвестным печатником в Венеции. |
| 1471      | Пс.-Саллюстий, «Инвектива против Цицерона» (Invectiva in Ciceronem)                                                                   | Венделин фон Шпейер                                                                                | Венеция           | Эти две апокрифические речи Венделин фон Шпейер включил в свое второе издание Саллюстия. Возможно, раньше вышло кёльнское издание того же года; в него не включены «Заговор Катилины» и «Югуртинская война». |
| 1471      | Пс.-Цицерон, «Инвектива против Саллюстия» (Invectiva in Sallustium)                                                                   | Венделин фон Шпейер                                                                                | Венеция           | Эти две апокрифические речи Венделин фон Шпейер включил в свое второе издание Саллюстия. Возможно, раньше вышло кёльнское издание того же года; в него не включены «Заговор Катилины» и «Югуртинская война». |
| ок. 1471  | Августин, письма (Epistulae) | Иоганн Ментелин                                                                                    | Страсбург         | |
| 1471      | Цицерон, речи (Orationes) | Паннарц и Свейнхейм                                                                                | Рим               | Издано Дж. А. Бусси, всего 32 речи. |
| 1471      | Цицерон, философские трактаты (Opera philosophica)                                                                                    | Паннарц и Свейнхейм                                                                                | Рим               | Издано Дж. А. Бусси.. Включает все политические и философские сочинения, является editio princeps, в частности, для «Академик» и «О природе богов» (De Natura Deorum). |
| 1471      | Киприан Карфагенский | Паннарц и Свейнхейм                                                                                | Рим               | Издано Дж. А. Бусси; на основе этого сделано издание Киприана в Базеле в 1520 г., которое готовил Эразм. |
| 1471      | Флор | Ульрих Геринг, Михаэль Фригбурге (Michael Friburger) и Мартин Кранц (Martin Crantz)                | Париж             | Издано Робером Гагеном. |
| 1471      | Плиний Младший, письма (Epistulae) | Христофор Вальдарфер                                                                               | Венеция           | Издано Людовико Карбоне. Не все десять книг писем, но только первые семь и девятая. Всего 122 письма из существующих 375. В римском издании 1490 г. — 238 писем в девяти книгах. Оставалась еще десятая книга, найденная Джованни Джокондо между 1495 и 1500 гг. в аббатстве Сен-Виктор под Парижем. Джокондо сделал копию, но незадолго до этого другой итальянец, Пьетро Леандро, привез из Франции другую частичную копию и передал ее Джироламо Аванци, который напечатал новые 46 писем в Вероне в 1502 г. Полное издание выпустил только Альд Мануций в Венеции в 1502 г. по копии, которую передал ему Джокондо вместе с другими рукописями Плиния. |
| 1471      | Овидий | Бальдассаре Аццогвиди                                                                              | Болонья           | Издано Францеско даль Поццо (Franciscus Puteolanus). Есть мнение, что римское издание Паннарца и Свейнхейма без даты также может относиться к 1471 г. и предшествовать этому. |
| 1471      | Евтропий | Георг Лауэр                                                                                        | Рим               | |
| 1471      | Павел Диакон, «Римская история» (Historia Romana)                                                                                     | Георг Лауэр                                                                                        | Рим               | |
| 1471      | Корнелий Непот, биографии полководцев (Vitae Imperatorum)                                                                             | Николя Жансон                                                                                      | Венеция           | |
| ок. 1471  | Клавдиан, «Похищение Прозерпины» (De raptu Proserpinae)                                                                               | Христофор Вальдарфер                                                                               | Венеция           | Без даты. Возможно, editio princeps является утрехтское издание 1473—1475 гг., также без даты, печатников Николаса Кетелара и Герарда Лемпта (Gerardus Leempt). Последующее издание — в Риме ок. 1475 г., напечатанное Иоганном Шуренером (Johann Schurener); затем в Ферраре ок. 1480 г.; в Неаполе ок. 1480 г., напечатанное Матиасом из Ольмюца (Matthias von Olmütz); в Перудже, ок. 1481 г., напечатанное Штеффеном Арндесом; в Риме в 1483 г.,напечатанное Марчеллино Верардо (Marcellinus Verardus); в Лейпциге, ок. 1495 г., напечатанное Конрадом Кахелофеном. Последняя инкунабула Клавдиана издана в Милане в 1500 г. Яном Паррасием (Aulus Ianus Parrhasius), который первым написал комментарий. Еще в четырех изданиях (1482, 1493, 1495, 1500) «Похищение Прозерпины» печаталось в составе полного Клавдиана. |

## Переводы на латынь
| Год      | Автор, произведение                                                              | Печатник                                                                             | Место     | Примечание |
| -------- | -------------------------------------------------------------------------------- | ------------------------------------------------------------------------------------ | --------- | --- |
| ок. 1466 | Иоанн Златоуст, «Беседы на Евангелие от Матфея» (Nonaginta homiliae in Mattheum) | Иоганн Ментелин                                                                      | Страсбург | Латинский перевод Георгия Трапезундского, сделанный между 1448 и 1450 гг. |
| 1469     | Алкиной                                                                          | Паннарц и Свейнхейм                                                                  | Рим       | Перевод сделан ранее 1461 г. Пьетро Бальби, посвящен Николаю Кузанскому. Алкиной входит в editio princeps Апулея, сделанное Дж. А. Бусси.                                                                                  |
| 1470     | Евсевий, «Приуготовление к Евангелию» (Praeparatio Evangelica)                   | Николя Жансон                                                                        | Венеция   | Перевел Георгий Трапезундский между 1448 и 1450 гг. В издании нет последней из 15 книг из-за использования неполной рукописи. Перевод неоднократно критиковался, начиная с Андреа Контрарио (Andreas Contrarius) в 1454 г. |
| 1471     | Герметический корпус (Corpus Hermeticum)                                         | Герарт ван дер Лее (Geraert van der Leye, Gerardus de Lisa)                          | Тревизо   | Перевод закончен Марсилио Фичино в 1463 г. Том озаглавлен Pimander, sive De potestate et sapientia Dei («Поймандр, или о Божием могуществе и мудрости»); включает 14 из 18 трактатов.                                      |
| 1471     | «Письмо Аристея»                                                                 | Маттео Пальмиери (Matthaeus Palmerius)                                               | Рим       | |
| 1472     | Диодор Сицилийский                                                               | Поджо Браччолини                                                                     |           | Частичный перевод; полное издание вышло в 1559 г. |
| 1475     | Аристотель, «Риторика» (Rhetorica)                                               | Иоганн Штолль (Iohannes Stoll) и Пьер де Кейзер (Pierre de Keysere, Petrus Caesaris) | Париж     | Перевел Георгий Трапезундский между 1443 и 1446 гг. |
| 1481     | Фемистий, «О душе» (De anima)                                                    |                                                                                      | Тревизо   | Перевел и издал Эрмолао Барбаро, с посвящением Георгию Меруле. |
| 1482     | Евклид                                                                           | Эрхард Ратдольт                                                                      |           | Латинский перевод. |
| 1484     | Платон                                                                           | Лоренцо де Алопа (Laurentius de Alopa)                                               | Флоренция | Opera Omnia («полное собрание»), латинский перевод Марсилио Фичино. |
| 1498     | Аристотель, «Поэтика» (Ars Poetica)                                              |                                                                                      |           | Перевод Джорджо Валлы |
| 1526     | Ириней Лионский                                                                  | Иоганн Фробен                                                                        | Базель    | Древний латинский перевод, изданный Эразмом (от греческого оригинала известны только фрагменты). |
| 1527     | Филон Александрийский                                                            | Адам Петри                                                                           | Базель    | Издал Иоганн Зихард. Первая часть опубликована Агостино Джустиниани в Париже в 1520 г. |
| 1558     | Марк Аврелий                                                                     | Андреас Гесснер                                                                      | Цюрих     | Издал и перевел на латынь Ксиландр (под названием De seipso, seu vita sua, libri XII). |

## Греческие памятники
| Год       | Автор, произведение                                              | Печатник                            | Место     | Примечание |
| --------- | ---------------------------------------------------------------- | ----------------------------------- | --------- | --- |
| ок. 1474  | «Война мышей и лягушек»                                          | Томмазо Феррандо (Thomas Ferrandus) | Брешия    | Без даты, места и печатника. Прозаический латинский перевод между греческими строками, на другой странице разворота — стихотворный латинский перевод. |
| ок. 1478  | Эзоп                                                             | B. de Honate, J.A. de Honate        | Милан     | Издано Бонавентура Буонакорсо (Bonus Accursius). Без даты. Содержит также латинский перевод Рануччо Теттало (Ranuccio Tettalo) и «Жизнь Эзопа» Максима Плануда. Конечно, содержит только часть басен. |
| ок. 1482  | Гесиод, «Труды и дни» (Opera et dies)                            | B. de Honate, J.A. de Honate        | Милан     | Издано Бонавентура Буонакорсо (Bonus Accursius). Без даты, только 18 первых идиллий Феокрита. В альдовском издании Феокрита 1495—1496 гг. есть идиллии I—XXIII. Остальные стихотворения, как и схолии, напечатаны впервые Захарией Каллиергисом в Риме в 1516 г. |
| ок. 1482  | Феокрит                                                          | B. de Honate, J.A. de Honate        | Милан     | Издано Бонавентура Буонакорсо (Bonus Accursius). Без даты, только 18 первых идиллий Феокрита. В альдовском издании Феокрита 1495—1496 гг. есть идиллии I—XXIII. Остальные стихотворения, как и схолии, напечатаны впервые Захарией Каллиергисом в Риме в 1516 г. |
| 1488-1489 | Гомер                                                            | Бартоломео де Либри?                | Флоренция | Издано Деметрием Халкондилом. Книга напечатана с помощью Деметрия Дамиласа, который переработал греческую печать, использовавшуюся до этого в Милане. Изданию помогал деньгами Джованни Аччайволи, покровительствовали Нери и Бернардо Нерли; Бернардо Нерли написал также открывающее книгу посвящение Пьеро II Медичи. Издание включает «Илиаду», «Одиссею», «Войну мышей и лягушек», гомеровские гимны, отрывки о Гомере из сочинений, приписывавшихся Плутарху, Геродоту и Диону Хризостому. Печатником традиционно считался Бартоломео де Либри; сейчас его участие оспаривается, но вопрос не решен. |
| 1488-1489 | Гомеровские гимны                                                | Бартоломео де Либри?                | Флоренция | Издано Деметрием Халкондилом. Книга напечатана с помощью Деметрия Дамиласа, который переработал греческую печать, использовавшуюся до этого в Милане. Изданию помогал деньгами Джованни Аччайволи, покровительствовали Нери и Бернардо Нерли; Бернардо Нерли написал также открывающее книгу посвящение Пьеро II Медичи. Издание включает «Илиаду», «Одиссею», «Войну мышей и лягушек», гомеровские гимны, отрывки о Гомере из сочинений, приписывавшихся Плутарху, Геродоту и Диону Хризостому. Печатником традиционно считался Бартоломео де Либри; сейчас его участие оспаривается, но вопрос не решен. |
| 1488-1489 | Пс.-Геродот, «Жизнь Гомера» (De vita Homeri)                     | Бартоломео де Либри?                | Флоренция | Издано Деметрием Халкондилом. Книга напечатана с помощью Деметрия Дамиласа, который переработал греческую печать, использовавшуюся до этого в Милане. Изданию помогал деньгами Джованни Аччайволи, покровительствовали Нери и Бернардо Нерли; Бернардо Нерли написал также открывающее книгу посвящение Пьеро II Медичи. Издание включает «Илиаду», «Одиссею», «Войну мышей и лягушек», гомеровские гимны, отрывки о Гомере из сочинений, приписывавшихся Плутарху, Геродоту и Диону Хризостому. Печатником традиционно считался Бартоломео де Либри; сейчас его участие оспаривается, но вопрос не решен. |
| 1488-1489 | Пс.-Плутарх, «О жизни и поэзии Гомера» (De vita et poesi Homeri) | Бартоломео де Либри?                | Флоренция | Издано Деметрием Халкондилом. Книга напечатана с помощью Деметрия Дамиласа, который переработал греческую печать, использовавшуюся до этого в Милане. Изданию помогал деньгами Джованни Аччайволи, покровительствовали Нери и Бернардо Нерли; Бернардо Нерли написал также открывающее книгу посвящение Пьеро II Медичи. Издание включает «Илиаду», «Одиссею», «Войну мышей и лягушек», гомеровские гимны, отрывки о Гомере из сочинений, приписывавшихся Плутарху, Геродоту и Диону Хризостому. Печатником традиционно считался Бартоломео де Либри; сейчас его участие оспаривается, но вопрос не решен. |
| 1488-1489 | Дион Хризостом, «О Гомере» (De Homero)                           | Бартоломео де Либри?                | Флоренция | Издано Деметрием Халкондилом. Книга напечатана с помощью Деметрия Дамиласа, который переработал греческую печать, использовавшуюся до этого в Милане. Изданию помогал деньгами Джованни Аччайволи, покровительствовали Нери и Бернардо Нерли; Бернардо Нерли написал также открывающее книгу посвящение Пьеро II Медичи. Издание включает «Илиаду», «Одиссею», «Войну мышей и лягушек», гомеровские гимны, отрывки о Гомере из сочинений, приписывавшихся Плутарху, Геродоту и Диону Хризостому. Печатником традиционно считался Бартоломео де Либри; сейчас его участие оспаривается, но вопрос не решен. |

## Памятники на других языках
| Год       | Автор, произведение                                 | Печатник                                  | Место           | Примечание                                                                          |
| --------- | --------------------------------------------------- | ----------------------------------------- | --------------- | ----------------------------------------------------------------------------------- |
| 1472      | Данте, «Божественная комедия» (итальянский)         | Иоганн Нумейстер и Эванджелиста Анджелини | Фолиньо         |                                                                                     |
| 1520-3    | Талмуд (иврит, арамейский)                          | Даниэль Бомберг                           | Венеция         |                                                                                     |
| 1524-25   | Танах (иврит)                                       | Даниэль Бомберг                           | Венеция         | Включает масоретский текст, таргум и комментарий Раши.                              |
| 1537—1538 | Коран (арабский)                                    | Паганино Паганини                         | Венеция         |                                                                                     |
| 1581      | Славянская Библия (церковнославянский)              | Иван Фёдоров                              | Острог          |                                                                                     |
| 1665      | Снорри Стурлусон, «Младшая Эдда» (древнеисландский) |                                           | Копенгаген      | Издал Петер Ханс Резен (Petrus Johannes Resenius), c датским и латинским переводом. |
| 1767      | «Повесть временных лет»                             |                                           | Санкт-Петербург | Издали И. И. Тауберт и И. С. Барков.                                                |
| 1800      | «Слово о полку Игореве» (древнерусский)             |                                           | Москва          | С русским переводом и комментарием, но без какого-либо указания издателя.           |
| 1818      | Старшая Эдда (древнеисландский)                     |                                           | Стокгольм       | Издали Расмус Раск (Erasmus Christianus Rask) и А. А. Афцелиус.                     |
| 1863      | «Откровение Авраама» (церковнославянский)           |                                           | Санкт-Петербург | Издал Н. С. Тихонравов.                                                             |